# Ivelin Popov
Ivelin Ivanov Popov (bulharsky Ивелин Иванов Попов; * 26. října 1987, Sofie, Bulharsko) je bulharský fotbalový záložník a reprezentant, který působí v ruském klubu PFK Soči. Hraje i na pozici druhého útočníka. Má přezdívku „Popeto“.

## Klubová kariéra
- PFK Litex Loveč 2005–2010
- Gaziantepspor 2010–2012
- FK Kubáň Krasnodar 2012–2015[1]
- FK Spartak Moskva 2015–2018

## Reprezentační kariéra
V A-mužstvu Bulharska debutoval 22. srpna 2007 v přátelském utkání v Burgasu proti reprezentaci Walesu (porážka 0:1).